# فردیناند بوچانان
فردیناند بوچانان (انگلیسی: Ferdinand Buchanan; ۸ مارس ۱۸۸۸ – ۱۴ آوریل ۱۹۶۷) ورزشکار ورزش تیراندازی اهل آفریقای جنوبی بود.
وی در مسابقات کشوری و بین‌المللی در مجموع برندهٔ ۱ مدال نقره شده‌است.